# Leptostomia
Leptostomia is een geslacht van uitgestorven pterosauriërs, behorende tot de Pterodactyloidea, dat tijdens het Midden-Krijt leefde in het gebied van het huidige Marokko. De enige benoemde soort is Leptostomia begaaensis.

## Vondst en naamgeving
In 2020 werd de typesoort Leptostomia begaaensis benoemd en beschreven door Roy E. Smith, David Michael Martill, Alexander Kao, Samir Zouhri en Nicholas Roy Longrich. De geslachtsnaam is een combinatie van het Oudgrieks leptos, 'slank', en stoma, 'bek'. De soortaanduiding verwijst naar de herkomst bij het oasedorp Hassi El Begaa, vlak bij de vindplaats  Aferdou N' Chaft, een klein aantal uitlopers van het Kem-Kemplateau.
Het holotype, FSAC-KK 5075, is gevonden in een laag van de bovenste Ifezouaneformatie, een rivierafzetting, van de Kem-Kem-groep waarvan de ouderdom onzeker is maar die vermoedelijk dateert uit het Albien-Cenomanien, ongeveer honderd miljoen jaar geleden. Het bestaat uit een middenstuk van de snuit, gelegen vóór de fenestra nasoantorbitalis. Een tweede fossiel van de soort, het paratype, is specimen FSAC-KK 5076, een in kromming met de snuit overeenkomende voorste symfyse van een paar onderkaken. In de interpretatie van de beschrijvers lag het bewaarde deel van de onderkaken een stuk vóór het snuitgedeelte van het holotype maar was er wel een overlapping. Het betreft bij beide exemplaren vermoedelijk volwassen individuen. De specimina zijn onderzocht door middel van een CAT-scan. De Life Science Identifiers zijn 1CAC21B5-E226-47EA-9432-C50E09650D0D voor het geslacht en 52727043-2A97-4FDA-B586-D97E27CC0595 voor de soort.

## Beschrijving
Leptostomia moet een vrij klein dier geweest zijn. Het holotype is achtenveertig millimeter lang, wat duidt op een schedellengte van tussen de vijftien en twintig centimeter.

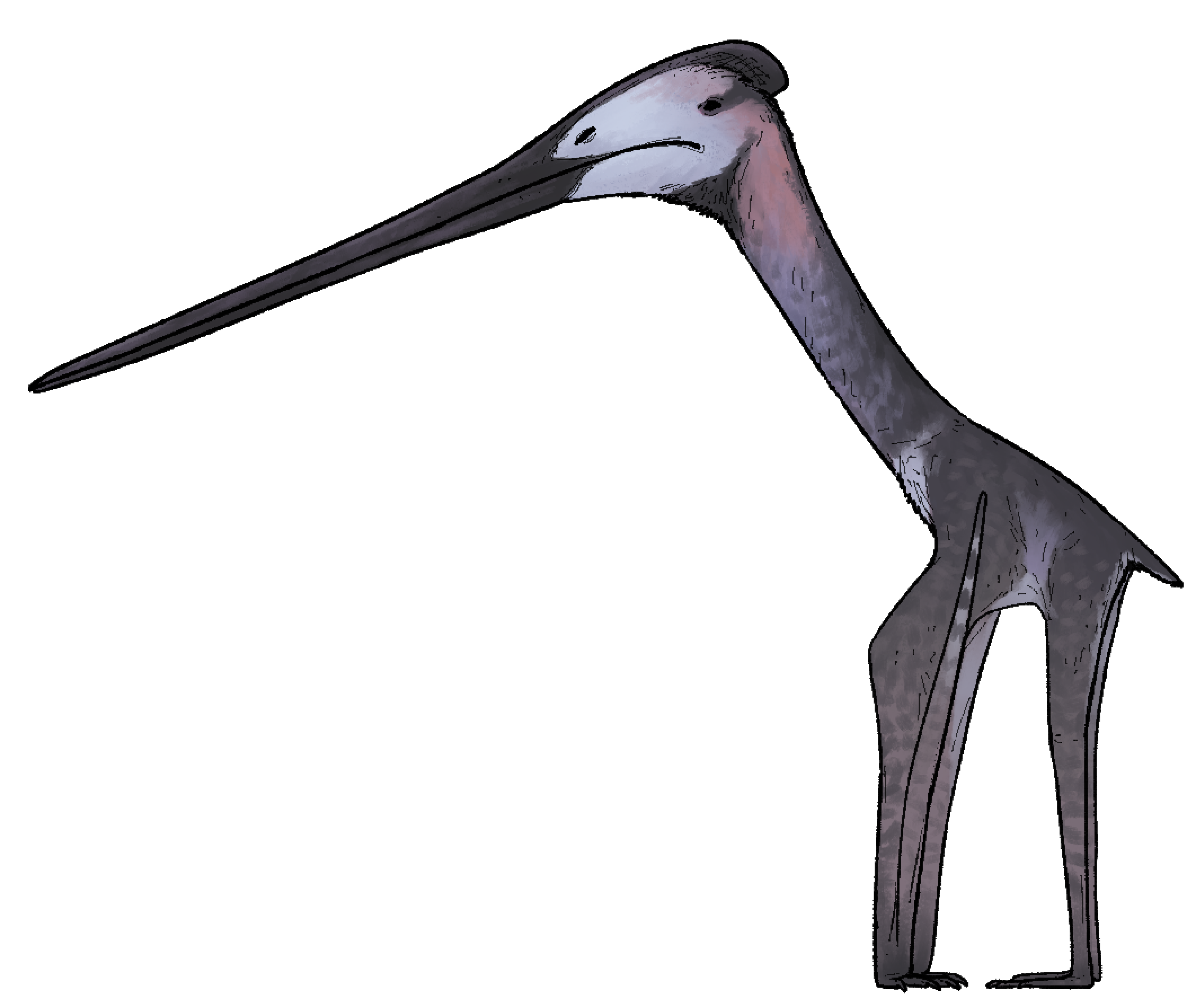
Leptostomia in staande houding

De beschrijvers wisten enkele onderscheidende kenmerken vast te stellen. Het zijn autapomorfieën, unieke afgeleide eigenschappen. De bovenrand en zijranden van de snuit lopen naar de punt toe onder een hoek gelijk aan of minder dan 3°. De dwarsdoorsnede van het voorste deel van zowel de snuit als de symfyse van de onderkaken is cirkelvormig. De bek heeft in dwarsdoorsnede dikke botwanden en een beperkte centrale holte.
De snuit is uiterst langwerpig in een mate die verder alleen bekend is van sommige Ctenochasmatidae. De kaken zijn tandeloos en wat naar boven gebogen. Naar voren lopen ze zeer geleidelijk taps toe. De bovenrand maakt een hoek van 3°, de zijrand van 2,5°. Geschat werd dat de ontbrekende snuitpunt zeven centimeter lang was, indien spits toelopend. Ze zijn sterk afgeplat, vooraan 2,2 millimeter hoog en vijf millimeter breed, achteraan 3,9 millimeter hoog en 7,2 millimeter breed, met een afgerond dwarsprofiel. Het bovenprofiel is licht hol, de kaakrand recht.
De botwanden zijn relatief dik. Hun oppervlak is opvallend glad. Langs de zijranden liggen lange spleetvormige foramina, vier links en zes rechts. Die zijn links en rechts niet gepaard. Ze hebben een lengte van een halve centimeter en staan acht millimeter tot twee centimeter uit elkaar. De snuit heeft een centrale holte waarin dunne beenkolommen, trabeculae, van de bovenwand naar de bodem lopen. De holte toont een enkelvoudige opening naar achteren en drie ronde openingen naar voren. De buitenste vooraan zijn wellicht voor de nervus trigeminus ramus maxillaris of de arteria et vena palatinalis. Achteraan is de holte een millimeter hoog en vier millimeter breed. Vooraan is de hoogt een halve millimeter, de breedte drie millimeter.
De smallere onderkaken hebben een bewaarde lengte van zevenenzestig millimeter. Ze zijn vooraan 0,6 millimeter hoog en 2,7 millimeter breed, achteraan 2,5 millimeter hoog en 5,8 millimeter breed. Geschat werd dat vooraan vijfendertig millimeter ontbreekt aan de punt. Het bovenvlak kromt onder een hoek van 3,2°, de zijwanden maken een hoek van slechts 2°. Ze hebben de kenmerkende middengroeve op de bovenkant die zeventien millimeter van de bewaarde voorkant begint. De groeve wordt naar achteren breder en dieper. Dit komt overeen met een lengterichel op het verhemelte van de snuit die de volle lengte beslaat en achteraan hoger is. Links en rechts daarvan liggen per zijde twaalf kortere ongepaarde spleetvormige foramina in zijgroeven. Ze hebben een lengte van één millimeter en liggen vijf tot tien millimeter uit elkaar. De zijgroeven hellen overdwars 45° naar boven. Het oppervlak van het verhemelte is bedekt met een vezeltextuur van fijne rimpelingen. In de middengroeve van de onderkaken liggen twaalf nog kortere foramina, ongeveer een millimeter lang en acht tot tien millimeter uit elkaar. Die zijn wel gepaard maar niet perfect. Naast de middengroeve helt het bovenste oppervlak links en rechts naar buiten in platte zijfacetten maar onder een hoek die maar de helft bedraagt van die bij de bovenkaken. Ook de onderkaken hebben langere foramina aan de zijranden, een halve centimeter lang en elf millimeter uit elkaar, zes per zijde. Hun onderkanten hebben weer een afgerond dwarsprofiel.

## Fylogenie
In 2020 werd Leptostomia onder voorbehoud aan de Azhdarchoidea toegewezen, vooral wegens het ontbreken van tanden, een kenmerk dat onder pterosauriërs verder alleen bij Pteranodontidae voorkomt, een groep waaraan Leptostomia niet verwant leek. Tot welke deelgroep van deze klade Leptostomia dan behoort, werd hoogst onzeker geacht. In bouw lijkt het sterk gespecialiseerde dier verder niet op bepaalde mogelijke verwanten.

## Levenswijze
Het werd geopperd dat Leptostomia met zijn slanke bek in zachte grond tastte op zoek naar ongewervelden, op de wijze van huidige kiwi's, ibissen, hoppen of snippen als Numenius. De prooi kon gezocht zijn door een sensitief systeem van zenuwuiteinden die in staat waren beweging op afstand op te sporen. Pterosauriërs met zo'n levenswijze waren eerder niet uit het Krijt van Gondwana bekend.